# Corticaria fulva
Corticaria fulva là một loài bọ cánh cứng trong họ Latridiidae. Loài này được Comolli miêu tả khoa học năm 1837.